# Svetlana Romáshina
Svetlana Alekséyevna Romáshina –en ruso, Светлана Алексе́евна Рома́шина– (21 de septiembre de 1989) es una deportista rusa que compitió  en natación sincronizada.
Participó en cuatro Juegos Olímpicos de Verano entre los años 2008 y 2020, obteniendo siete medallas de oro: una en Pekín 2008, dos en Londres 2012, dos en Río de Janeiro 2016 y dos en Tokio 2020. Ganó veintiuna medallas de oro en el Campeonato Mundial de Natación entre los años 2005 y 2019, y trece medallas de oro en el Campeonato Europeo de Natación entre los años 2006 y 2021.

## Palmarés internacional
| Juegos Olímpicos   | Juegos Olímpicos         | Juegos Olímpicos | Juegos Olímpicos  |
| Año                | Lugar                    | Medalla          | Prueba            |
| ------------------ | ------------------------ | ---------------- | ----------------- |
| 2008               | Pekín (China)            | Medalla de oro   | Equipo            |
| 2012               | Londres (Reino Unido)    | Medalla de oro   | Dúo               |
| 2012               | Londres (Reino Unido)    | Medalla de oro   | Equipo            |
| 2016               | Río de Janeiro (Brasil)  | Medalla de oro   | Dúo               |
| 2016               | Río de Janeiro (Brasil)  | Medalla de oro   | Equipo            |
| 2020               | Tokio (Japón)            | Medalla de oro   | Dúo               |
| 2020               | Tokio (Japón)            | Medalla de oro   | Equipo            |
| Campeonato Mundial |                          |                  |                   |
| Año                | Lugar                    | Medalla          | Prueba            |
| 2005               | Montreal (Canadá)        | Medalla de oro   | Equipo            |
| 2005               | Montreal (Canadá)        | Medalla de oro   | Combinación libre |
| 2007               | Melbourne (Australia)    | Medalla de oro   | Equipo técnico    |
| 2007               | Melbourne (Australia)    | Medalla de oro   | Equipo libre      |
| 2007               | Melbourne (Australia)    | Medalla de oro   | Combinación libre |
| 2009               | Roma (Italia)            | Medalla de oro   | Dúo técnico       |
| 2009               | Roma (Italia)            | Medalla de oro   | Dúo libre         |
| 2009               | Roma (Italia)            | Medalla de oro   | Equipo libre      |
| 2011               | Shanghái (China)         | Medalla de oro   | Dúo técnico       |
| 2011               | Shanghái (China)         | Medalla de oro   | Dúo libre         |
| 2011               | Shanghái (China)         | Medalla de oro   | Combinación libre |
| 2013               | Barcelona (España)       | Medalla de oro   | Solo técnico      |
| 2013               | Barcelona (España)       | Medalla de oro   | Solo libre        |
| 2013               | Barcelona (España)       | Medalla de oro   | Dúo técnico       |
| 2013               | Barcelona (España)       | Medalla de oro   | Dúo libre         |
| 2015               | Kazán (Rusia)            | Medalla de oro   | Solo técnico      |
| 2015               | Kazán (Rusia)            | Medalla de oro   | Dúo técnico       |
| 2015               | Kazán (Rusia)            | Medalla de oro   | Dúo libre         |
| 2019               | Gwangju (Corea del Sur)  | Medalla de oro   | Solo libre        |
| 2019               | Gwangju (Corea del Sur)  | Medalla de oro   | Dúo técnico       |
| 2019               | Gwangju (Corea del Sur)  | Medalla de oro   | Dúo libre         |
| Campeonato Europeo |                          |                  |                   |
| Año                | Lugar                    | Medalla          | Prueba            |
| 2006               | Budapest (Hungría)       | Medalla de oro   | Equipo            |
| 2006               | Budapest (Hungría)       | Medalla de oro   | Combinación libre |
| 2010               | Budapest (Hungría)       | Medalla de oro   | Dúo               |
| 2010               | Budapest (Hungría)       | Medalla de oro   | Equipo            |
| 2010               | Budapest (Hungría)       | Medalla de oro   | Combinación libre |
| 2012               | Eindhoven (Países Bajos) | Medalla de oro   | Dúo               |
| 2014               | Berlín (Alemania)        | Medalla de oro   | Solo              |
| 2016               | Londres (Reino Unido)    | Medalla de oro   | Solo técnico      |
| 2016               | Londres (Reino Unido)    | Medalla de oro   | Dúo técnico       |
| 2016               | Londres (Reino Unido)    | Medalla de oro   | Dúo libre         |
| 2021               | Budapest (Hungría)       | Medalla de oro   | Dúo técnico       |
| 2021               | Budapest (Hungría)       | Medalla de oro   | Dúo libre         |
| 2021               | Budapest (Hungría)       | Medalla de oro   | Equipo técnico    |